# أرشيبالد غيمل
أرشيبالد غيمل هو سياسي كندي، ولد في 26 سبتمبر 1869، وتوفي في 1945. انتخب عضو المجلس التشريعي في ساسكاتشوان ‏.